# Edward Potworowski
Edward Bronisław Marian Potworowski herbu Dębno (ur. 31 sierpnia 1885 w Goli, zm. 21 października 1939 w Gostyniu) – ziemianin, działacz społeczny.

## Życiorys
Syn Gustawa Tadeusza (1842–1892) i jego drugiej żony Franciszki z Kurnatowskich (1862–1913) herbu Łodzia. Początkowo uczył się w Gimnazjum św. Macieja we Wrocławiu. W 1904 przeniósł się do gimnazjum w Międzyrzeczu. Tam utworzył tajne Towarzystwo Tomasza Zana. W 1907 roku w Międzyrzeczu uzyskał maturę. W latach 1907–1908 odbył praktykę rolną w majątku w Pomarzanowicach. Od 1908 studiował ekonomię w Akademii Ludwika Maksymiliana w Monachium, następnie od 1909 ekonomię i nauki administracyjno-gospodarcze na uniwersytecie w Lipsku. Studiów jednak nie ukończył. W latach 1911–1914 gospodarował w majątku Zbrudzewo. Od roku 1914 gospodarował we własnym majątku ziemskim w Goli, w którym prowadził nowoczesną gospodarkę rolną. W Gostyniu działał jako powiatowy komendant Straży Ludowej podczas powstania wielkopolskiego 1918/19 i następnie w sztabie „Grupy Leszno” był kwatermistrzem zajmującym się dowozem broni z Poznania i aprowizacją oddziałów powstańczych. W roku 1923 przez papieża Piusa XI został mianowany tajnym szambelanem.
W Starym Gostyniu był długoletnim prezesem Kółka Rolniczego, a prezesem Powiatowego Towarzystwa Kółek Rolniczych powiatu gostyńskiego od 1927 roku aż do śmierci. Przewodniczący Rady Nadzorczej Towarzystwa Ubezpieczeń „Vesta” w latach 1922–1939, a znający się na ubezpieczeniach rzeczowych, szczególnie w rolnictwie. Organizacje katolickie były głównym polem jego pracy społecznej i w których działał: od 1920 w Ligi, a później Akcji Katolickiej oraz był ogólnopolskim prezesem Katolickiego Związku Młodzieży Męskiej w latach 1934–1939. Członek kuratorium Fundacji Potulice, majątku zapisanego przez Anielę Potulicką w 1928 roku na rzecz Katolickiego Uniwersytetu Lubelskiego i Towarzystwa Chrystusowego dla Wychodźców.
Edward Potworowski znalazł się w grupie zakładników na jesieni 1939 roku, którzy 21 października 1939 roku na rynku w Gostyniu zostali rozstrzelani przez Niemców. Pochowany w Gostyniu w zbiorowej mogile ofiar wojny.

## Życie prywatne
W 1911 roku poślubił Teklę z Morawskich (1890–1941), siostrę Kajetana, dyplomaty, polityka, działacza społecznego, publicysty. Mieli pięcioro dzieci: Gustawa (1912–1970), Franciszka (1914–1983), Andrzeja (1916–1922), Teresę (1920–2000) i Edwarda Walentego (1923–2011).

## Ordery i odznaczenia
- Krzyż Oficerski Orderu Odrodzenia Polski (30 kwietnia 1927)[3]
- Krzyż Walecznych[4]
- Medal Niepodległości (20 lipca 1932)[5][6][7]
- Wielkopolski Krzyż Powstańczy (pośmiertnie, 26 stycznia 1959)[8]

## Upamiętnienie
Tablica upamiętniająca ofiary egzekucji z 1939 została ustanowiona na ścianie ratusza w Gostyniu.